# Scoparia inexoptata
Scoparia inexoptata là một loài bướm đêm trong họ Crambidae.